# 魏健
魏健（1963年—），河北南宫人，中华人民共和国政治人物。

## 生平
曾任河北省高级人民法院刑事审判第二庭庭长、河北省高级人民法院副院长。2008年接任第五纪检监察室主任，负责联系西南片区（云南、贵州、四川、重庆和西藏）的纪检监察工作。2012年7月，调任第二纪检监察室主任。2014年3月纪检监察室总数增至12个，魏健改任第四纪检监察室主任，负责联系金融口的单位等。2014年5月9日，因涉嫌严重违纪违法，接受组织调查。2017年1月20日，山东省聊城市中级人民法院公开宣判魏健受贿案，以受贿罪判处有期徒刑十五年，并处没收个人财产人民币二百万元；对魏健受贿所得财物予以追缴，上缴国库。